# Montserrat Altet Girbau
Montserrat Altet Girbau (Barcelona, 1951) és una ceramista catalana.
És llicenciada en Belles Arts, especialitat Escultura, per la Universitat de Barcelona (1992) i també és doctora per la mateixa universitat (2007). Va iniciar la seva formació amb els estudis d'Arts Aplicades, especialitat Ceràmica, a l'Escola Massana de Barcelona (1972), on va ser alumna de Josep Llorens Artigas, Elisenda Sala i Maria Bofill. Posteriorment, va complementar la seva formació, també a l'Escola Massana, amb els estudis de Disseny Industrial (1978). Com a professional, ha estat professora titular de Ceràmica a l'Escola Superior d'Art i Disseny de la Llotja de Barcelona entre els anys 1986 i 2016 i ha estat també assessora en la restauració dels elements ceràmics i de la creu de la consergeria Parc Güell Barcelona (1986-1996).
Montserrat Altet ha presentat la seva obra a través d'exposicions col·lectives d'àmbit nacional i internacional (Keramicari AA-FAD. Zagreb 1988. Montserrat Gallery. Nova York 1992. "El libro en sus mil formas". Madrid 1993. "ArteBA'97". Buenos Aires 1997. Exposició mundial de ceràmica Suwon Kionggy (Corea) 2001. IX Exposició IAC. Atenes 2002. Galeria Sargadelos. Barcelona 2006). La seva obra està reconeguda en diverses publicacions especialitzades en ceràmica espanyola contemporània.

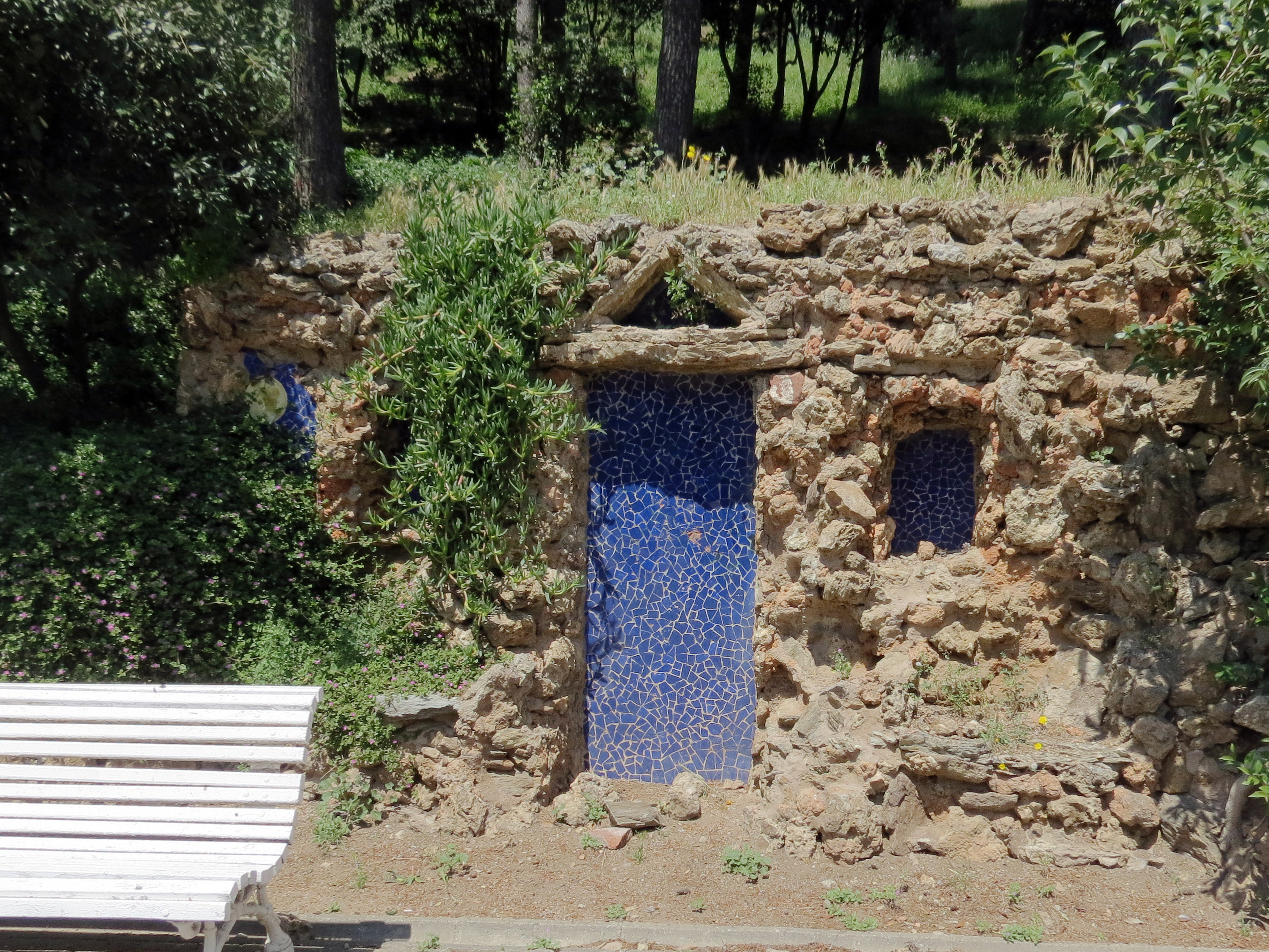
Sol i lluna

Va ser una de les artistes presents a l'exposició Som aquí. Les dones en el disseny 1900-Avui, organitzada el 2023 pel Museu del Disseny de Barcelona, que recuperava les dissenyadores pioneres dels anys 1960, 1970 i 1980 a Catalunya. Ha obtingut diversos premis per la seva obra: distinció honorífica al V concurs de Diseño de Objeto de Regalo del Saló Expohogar 1986. 5è Premi al Concurs Internacional Porta Catalana de Salses (França) 1992. Premi FAD'99 d'Espais Efímers, organitzat pel Museu d'Art Contemporani de Barcelona, MACBA.1999, i el 3r Premi a la Primera Biennal de Ceràmica del Vendrell (Tarragona) 2001. La seva obra Sol i lluna, al Parc de la Creueta del Coll, forma part del catàleg d'art públic de la ciutat de Barcelona.